# 몰리 퀸
몰리 퀸(Molly Quinn, 1993년 10월 8일 ~ )은 미국의 배우이다.